# Rob Agerbeek
Rob Agerbeek, geboren als Robbert Arris Jules Agerbeek (Batavia, 28 september 1937 – Den Haag, 5 juli 2023), was een uit Indonesië afkomstige Nederlandse jazzpianist.

## Biografie
Agerbeek begon op 17-jarige leeftijd als autodidact piano te spelen. Hij werd beïnvloed door platen van Albert Ammons, Johnny Maddox, Winifred Atwell, Pete Johnson en Meade Lux Lewis. In 1954 verhuisde hij met zijn familie naar Nederland. Een jaar later formeerde hij zijn eerste kwartet, dat zich verder ontwikkelde tot een kwintet en in 1956 de eerste prijs kreeg in het AVRO-jazzconcours. In 1958 won het kwintet verdere prijzen en in juli met de bassist Henk Bosch van Drakestein het nationale concours. In 1959 werkte hij in Stockholm, waar hij o.a. Lars Gullin begeleidde en een duo vormde met de bassist Jimmy Woode.
In 1960/1961 behoorde hij tot de Peggy Miller Band, waarmee hij vooral in Frankrijk speelde voor Amerikaanse soldaten. In 1962 haalde Nelson Williams hem bij zijn band, voordat hij als opvolger van Cees Slinger speelde in de Diamond Five. Tijdens de daaropvolgende jaren leidde hij zijn boogiewoogie-kwartet en nam hij op met Harry Verbeke.  In 1965 werd hij door Don Byas ingelijfd in diens kwartet. Tijdens de daaropvolgende jaren begeleidde hij met zijn band talrijke Amerikaanse muzikanten als Ben Webster, Hank Mobley, Dexter Gordon, George Coleman, Johnny Griffin en Gene Ammons. Daarnaast nam hij talrijke albums op als solist en met een eigen trio.
In 1976 haalde Art Blakey hem voor een Europese tournee met zijn Jazz Messengers, nadat Mickey Tucker werd tegengehouden door de Britse douane. Sinds het eerste North Sea Jazz Festival begeleidde Agerbeek daar solisten als Frank Foster, Cecil Payne, Clark Terry, Al Grey, Eddie 'Cleanhead' Vinson, Wynton Marsalis en Roy Hargrove. Verder speelde hij van 1977 tot 1981 bij de door Bert de Kort in ere herstelde The Dixieland Pipers. Tussen 1986 en 1988 begeleidde Agerbeeks trio (waartoe ook Frits Landesbergen behoorde) de zangeres Ann Burton. Eind jaren 1990 toerde hij met de boogiewoogie-pianisten Rob Hoeke en Jaap Dekker meermaals als The Grand Piano Boogie Train. Tussen 1999 en 2004 was hij lid van de Dutch Swing College Band. Ook in de laatste jaren trad hij nu en dan op met zijn trio en begeleidde hij Ferdinand Povel, David Lukacs, Fred Korsman en Sjoerd Dijkhuizen en ook de zangeres Daisy Oosterhuis.
In de jaren tien van de 21e eeuw trad hij dikwijls op met zijn vaste trio met Alex Milo (contrabas) en Ben Schröder (drumstel), en Mirjam van Dam als leadzangeres. Ook tot een paar maanden voor zijn overlijden trad hij nog regelmatig op, onder meer bij sessies in Murphy's Law in Den Haag.
Agerbeek werd 85 jaar oud.

## Onderscheidingen
- AVRO Jazzcompetitie, winnaar, Het Rob Agerbeek Kwartet (1956)
- Haags Jazzconcours, winnaar, Het Rob Agerbeek Kwartet (1958)
- Nationaal Jazzconcours, winnaar, Het Rob Agerbeek Kwartet (1958)
- Erelidmaatschap, Haagse Jazz Club (1996)

## Discografie
- 1971: Boogie Woogie Party, CBS
- 1971: Homerun, Polydor
- 1971: Beatles' Boogies, CBS
- 1972: The Rob Agerbeek Trio featuring Dexter Gordon All Souls, Dexterity (met Henk Haverhoek, Eric Ineke)
- 1975: The Boogie Rocks, Oldie Blues
- 1980: Harry Verbeke/Rob Agerbeek Quartet Gibraltar, Timeless Records
- 1983: Harry Verbeke/Rob Agerbeek Quartet Seven Steps, Timeless Records
- 1992: Harry Verbeke/Rob Agerbeek Stardust, Timeless Records
- 1998: Three of a Kind, as Rob Agerbeek, Oldie Blues
- 2004: Ann Burton & Mark Murphy Meet the Rob Agerbeek Trio That's all, Blue Jack Jazz Records
- 2004: Rob Agerbeek/Ruud Brink Quartet Pardon My Bop,  Blue Jack Jazz Records
- 2008: John Marshall & The Rob Agerbeek Trio Almost Blue, Blue Jack Jazz Records (met Harry Emmery, Ben Schröder)
- 2010: George Coleman and The Rob Agerbeek Trio On Green Dolphin Street, Blue Jack Jazz Records